# Sabal
Sabal — рід пальм. Включає 17 видів.

## Поширення
Рід поширений на півдні США, в Мексиці, Центральній Америці, на островах Карибського басейну, на півночі Південної Америки.

## Опис
Високостовбурні або низькорослі пальми з висотою стовбура до 25-30 м і діаметром до 60 см. Листя віялоподібне вічнозелене. Суцвіття — волоть, завдовжки від 1 до 2,75 м, з дрібними двостатеві квітками. Квітки сидячі, поодинокі, білуваті або зеленуваті. Оцвітина шестипелюсткова з 3 чашелистиками і 3 пелюстками. Плід — темно-синя або чорна куляста кістянка з м'ясистим навколоплодником. Насіння блискуче, кулясте, злегка здавлене.

## Види

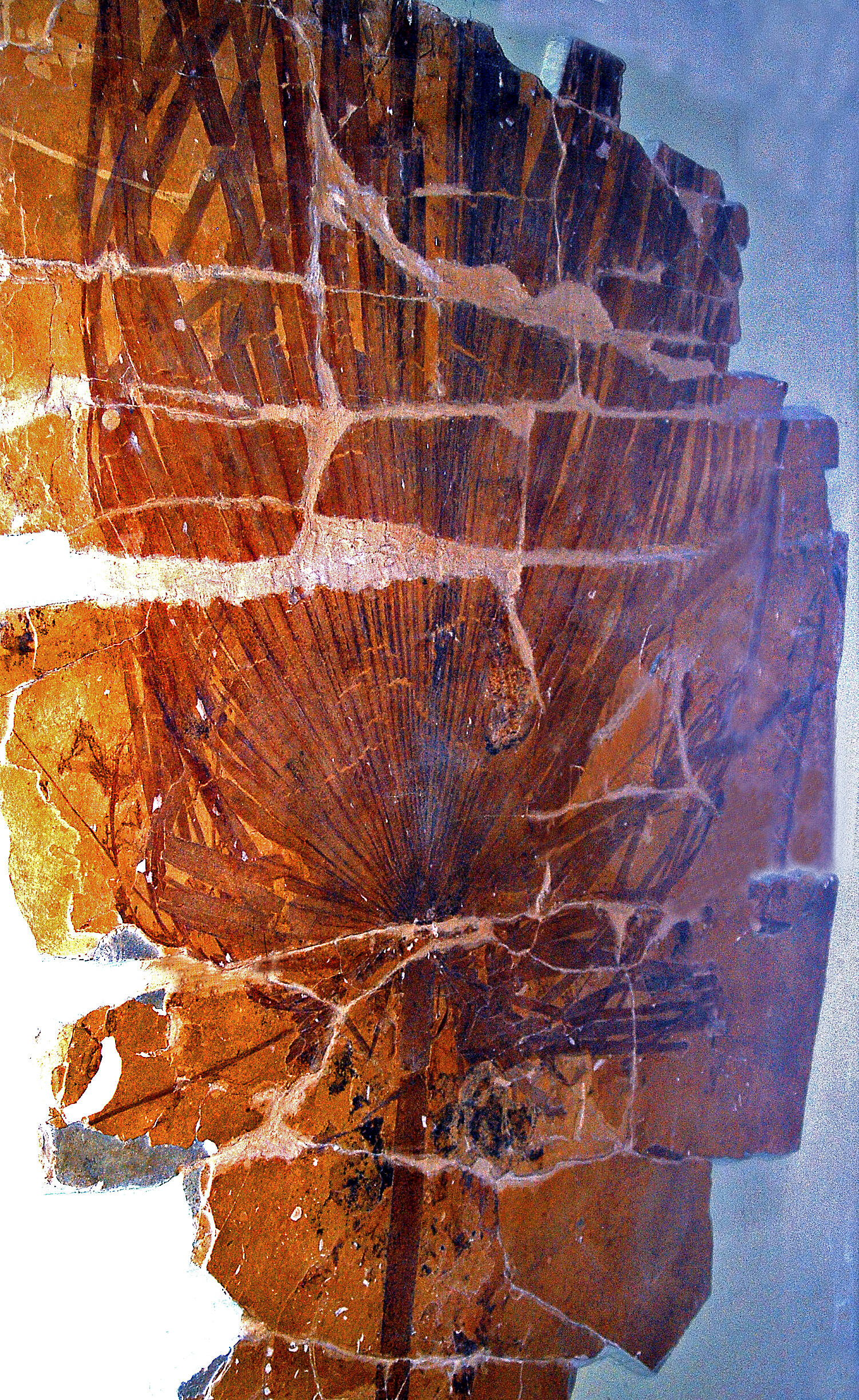
Скам'янілий відбиток S. major

| Зображення | Наукова назва                                              | Поширення                                         |
| ---------- | ---------------------------------------------------------- | ------------------------------------------------- |
|            | Sabal antillensis M.P.Griff.                               | Кюрасао                                           |
|            | Sabal bermudana L.H.Bailey, 1934                           | Бермудські острови                                |
|            | Sabal causiarum (O.F. Cook) Becc., 1907                    | Пуерто-Рико, Британські Віргінські острови, Гаїті |
|            | Sabal domingensis Becc., 1908                              | Куба, Гаїті                                       |
|            | Sabal etonia Swingle ex Nash, 1896                         | Флорида                                           |
|            | Sabal gretheriae H.J.Quero.R., 1991                        | Мексика                                           |
|            | Sabal lougheediana M.P.Griff., 2019                        | Бонайре                                           |
|            | Sabal maritima (Kunth) Burret, 1933                        | Ямайка, Куба                                      |
|            | Sabal mauritiiformis (H.Karst.) Griseb. & H.Wendl., 1864   | Центральна і Південна Америка                     |
|            | Sabal mexicana Mart.,1845                                  | від Техасу до Нікарагуа                           |
|            | Sabal miamiensis                                           | Флорида                                           |
|            | Sabal minor (Jacq.) Pers., 1805                            | Мексика, південь США                              |
|            | Sabal palmetto (Walter) Lodd. ex Schult. & Schult.f., 1830 | Куба, Багами, Теркс і Кайкос, південь США         |
|            | Sabal pumos (Kunth) Burret, 1933                           | Мексика                                           |
|            | Sabal rosei (O.F.Cook) Becc.                               | Мексика                                           |
|            | Sabal uresana Trel., 1901                                  | північ Мексики                                    |
|            | Sabal yapa C.Wright ex Becc.                               | Юкатан, Беліз, Куба, Гватемала                    |

### Викопні види
- Sabal bigbendense  Manchester et al. 2010†
- Sabal bracknellense (Chandler) Mai†[7]
- Sabal grayana Brown 1962†
- Sabal imperialis Brown 1962†
- Sabal jenkinsii† (Reid & Chandler) Manchester, 1994†[7]